# 大塚 (花街)
大塚（おおつか）は東京都豊島区南大塚に位置する花街。

## 沿革
1903年（明治36年）、山手線大塚駅が開業、周辺が開発され商業地となる。料理屋、飲食店が相次いで開業し花街開設を要望した。
1920年（大正9年）、清元の遊芸師匠が料理屋を開業、賑わいの中心地となっていた天祖神社付近に同業者が集まり、池袋から来た同業者と共に3つの組合が結成された。これが大塚花街の原型であった。
花街開設に尽力した大井玄道、白山花街開設者・秋本平十郎の協力を得て1922年（大正11年）4月、巣鴨町字平松（現・南大塚）に指定地許可を得た。当初は天祖神社付近を望んでいたが谷端川北側に指定された。芸妓組合も結成され、芸妓100名程度であった。関東大震災（1923年）の被害を免れ、1924年（大正13年）9月28日、待合の許可を受け正式な花街となる。待合18軒、芸妓200名であった。大塚は軍関係者に利用され、1931年（昭和6年）は芸妓260名、料理屋22軒、待合61軒、置屋68軒とある。
1944年（昭和19年）、花街の営業が停止され、芸妓らは勤労奉仕に駆り出され、1945年（昭和20年）4月13日、2回目の東京大空襲の被害を受け灰燼に帰す。
戦後、花街は復興、1950年（昭和25年）には料亭50軒、1956年（昭和31年）で68軒であったが1965年（昭和40年）、客層の変化で料亭50軒、芸妓150名に減じ、1972年（昭和47年）には料亭40軒、芸妓50名、お酌芸者150名、置屋30軒、1977年（昭和52年）には料亭30軒、芸妓約50名となり、2008年（平成20年）には料亭が7数軒、芸妓10数名となった。現在、谷端川跡の三業通り周辺に花街があり、マンション一階に検番がある。